# Palparellus flavofasciatus
Palparellus flavofasciatus är en insektsart som först beskrevs av Robert McLachlan 1867.
Palparellus flavofasciatus ingår i släktet Palparellus och familjen myrlejonsländor. Inga underarter finns listade i Catalogue of Life.